# 波氏克奈魚
波氏克奈魚為輻鰭魚綱鼠鱚目尼羅魚科克奈魚屬的其中一種，分布於非洲南部的淡水流域，體長可達4.8公分，棲息在底層水域。